# Saqqamiut
Saqqamiut (o Sarqamiut) è un villaggio della Groenlandia di 3 abitanti (gennaio 2004). Si trova a 60°49'N 47°26'O; appartiene al comune di Kujalleq.